# Oude Kwaremont
De Oude Kwaremont is een helling in de Belgische gemeente Kluisbergen. De beklimming gaat door het dorp Kwaremont, wat tevens de naam van de helling verklaart. Ten westen van de top van de Kwaremont ligt de Knokteberg, ten oosten ervan de hogere Hotondberg.

## Ronde van Vlaanderen
De Oude Kwaremont is vooral bekend door de wielerwedstrijd de Ronde van Vlaanderen. De Oude Kwaremont was in het parcours tot 2011 een van de eerste hellingen en was daarom meestal geen scherprechter in de wedstrijd. Vanaf 2012 komt de Oude Kwaremont daarentegen meermaals voor in de finale van de wedstrijd en is het de op een na laatste helling die beklommen wordt. De eerste 600 m is een smalle asfaltweg, de overige 1600 m is een kasseiweg. De top is gesitueerd net voorbij de kasseistrook. De kasseien op de Oude Kwaremont zijn sinds 1993 beschermd monument. De Oude Kwaremont is vanaf 1974 de opvolger van de Kwaremont welke parallel omhoog loopt via de grote weg tussen Berchem en Ronse.
De Oude Kwaremont werd tot en met 2025 al 80 keer beklommen in de Ronde (1974-2025). Dit in 52 edities, waarbij in de laatste 13 edities de Oude Kwaremont 3 maal wordt bedwongen.
Tot 1984 is de Oude Kwaremont de eerste helling in de Ronde, in 1974 en 1975 gevolgd door de Oude Kruisens, vanaf 1976 gevolgd door de Koppenberg.
In 1985 wordt de Oude Kwaremont gesitueerd tussen de Molenberg en de Koppenberg. In de periode 1986-1989 wordt ze gesitueerd tussen Molenberg en Paterberg. In 1990 weer de eerste helling gevolgd door de Paterberg. In 1991 en 1992 tussen Tiegemberg en Paterberg. 
Van 1993-2003 wordt ze onafgebroken gesitueerd tussen de Knokteberg en de Paterberg. Van 2004-2006 en in 2008 en 2009 wordt ze gesitueerd tussen Wolvenberg en Paterberg. In 2007, 2010 en 2011 ligt ze wederom tussen Knokteberg en Paterberg.
In 2012 en 2013 wordt ze in elke editie 3 maal bedwongen, in de eerste lus is ze gesitueerd tussen de Valkenberg en de Paterberg, in de tweede lus tussen de Kruisberg/Hotond en de Paterberg en tot slot in de derde lus tussen de Hoogberg-Hotond en de Paterberg. In 2014, 2016, 2017, 2018 en 2019 is ze in de eerste lus de 1e helling gevolgd door de Kortekeer, in de tweede lus ligt ze tussen Kanarieberg en Paterberg en in de derde lus tussen Oude Kruisens en Paterberg. In 2015 is dit hetzelfde, behoudens de eerste lus, daar is ze de 2e helling tussen Tiegemberg en Kortekeer. Ook in 2020, 2021, 2022 en 2023 is dit hetzelfde op de 1e lus na, daar is ze de 2e helling tussen Kattenberg en Kortekeer (2020-2022) of Korte Ast en Kortekeer (2023). In 2024 is ze de 1e helling voor de Kapelleberg en daarna wordt ze nog tweemaal bedwongen, steeds tussen de Kruisberg en de Paterberg. In 2025 is ze weer de eerste helling, dan gevolgd door de Eikenberg en ook hierna wordt ze nog tweemaal bedwongen, steeds tussen Kruisberg (eenmaal Kruisberg en eenmaal Nieuwe Kruisberg) en Paterberg.

## Andere wedstrijden
De Oude Kwaremont werd daarnaast 30 maal (1975, 1977-1980, 1981-1985, 1987-2003, 2005-2007) opgenomen in de Omloop Het Volk. Ook wordt ze regelmatig beklommen in de E3-Prijs, Kuurne-Brussel-Kuurne, Dwars door Vlaanderen, Dwars door de Vlaamse Ardennen en de Driedaagse van West-Vlaanderen. In Dwars door Vlaanderen klom men in het verleden niet tot de top maar sloeg men in Kwaremont linksaf naar de Kalkhoveberg, de laatste jaren fietst men echter wel door naar de top.

## Recreatieve fietsroutes
De helling is opgenomen in de blauwe lus van de Ronde van Vlaanderenroute.